# MS1
パブロ・フェンテス・レイナ（Pablo Fuentes Reyna、1956年12月31日 - 2012年1月12日）は、メキシコ・ハリスコ州サルバティエラ出身の男性プロレスラー。リングネーム「MS1（エメ・エセ・ウノ）」で知られた。実子はMS1ジュニア。

## 来歴
メキシコのプロレス雑誌「ボクス・イ・ルチャ」の企画で誕生したレスラーで1978年7月12日に本名でデビューした。
1年ほどで宇宙人をモチーフにしたマスクマン「MS1（エメ・エセ・ウノ）」で登場。MS2（エメ・エセ・ドス）とのコンビで活躍。1982年7月2日にマスカラ・コントラ・マスカラでラヨ・デ・ハリスコ・ジュニアに破れ素顔をさらす。1983年から1984年にはサングレ・チカナとの抗争を繰り広げる。1984年に旧UWFに来日。同年にエル・サタニコ、エスペクトロ・ジュニアと「ロス・インフェルナレス」を結成。1985年2月13日にリンゴ・メンドーサを破りNWA世界ライトヘビー級王座を奪取。同年3月8日に「ロス・インフェルナレス」（エル・サタニコ、ピラタ・モルガン）で「ロス・ブラソス」（ブラソ・デ・オロ、ブラソ・デ・プラタ、エル・ブラソ）を破りメキシコナショナルトリオ王座を奪取。1987年3月20日にラヨ・デ・ハリスコ・ジュニアを破り再びNWA世界ライトヘビー級王座奪取。26日にはマスカレと組んでシエン・カラス、マスカラ・アニョ・ドスミル組を破りメキシコナショナルタッグチーム王座を奪取。
1991年11月22日と1992年9月20日にはCMLL世界トリオ王座を奪取。
その後、メンバーのピラタ・モルガンのCMLLの退団などでMS1も1996年に退団。1998年に引退。プロモーターのような形で実子のMS1ジュニアとインディ団体をサーキットした。
2012年1月12日、自動車事故により死去。55歳没。

## 得意技
- セントーン

## 獲得タイトル
- NWA世界ライトヘビー級王座：2回
- メキシコナショナルトリオ王座
- CMLL世界トリオ王座
- 連邦区世界ヘビー級王座